# (22) Kalliope
(22) Kalliope – średniej wielkości planetoida z pasa głównego.

## Odkrycie i nazwa
Została odkryta 16 listopada 1852 roku przez Johna Russella Hinda w Londynie. Nazwa pochodzi od Kalliope, muzy poezji epickiej w mitologii greckiej.

## Orbita
Kalliope porusza się po orbicie eliptycznej o mimośrodzie 0,10. W peryhelium znajduje się w odległości 2,62 au od Słońca, w aphelium – 3,20 au. Płaszczyzna orbity nachylona jest do ekliptyki pod kątem 13,70°. Jeden obieg zajmuje jej cztery lata i około 353 dni.

## Właściwości fizyczne
Wielkość planetoidy wyznaczono na podstawie obserwacji wzajemnych zakryć jej i jej księżyca – na około 166 km; ma wymiary około 235×164×124 km.
Obraca się stosunkowo szybko wokół własnej osi, potrzebując na jeden obrót 4 godziny i 9 minut. Należy do planetoid klasy widmowej M; na powierzchni przeważają takie metale, jak nikiel czy żelazo. Średnia temperatura na powierzchni wynosi ok. 161 K, maksymalnie może sięgnąć 240 K (−32 °C).

## Księżyc

Teleskopowy obraz planetoidy Kalliope z księżycem

Kalliope ma księżyc, odkryty 29 sierpnia 2001 roku, o średnicy około 28 km, krążący w odległości ok. 1095 km. Jeden obieg trwa 3 dni 14 godzin i 18 minut.